# Oded Goldreich
Pour les articles homonymes, voir Goldreich.
Oded Goldreich, né le 4 février 1957 à Tel Aviv, est un chercheur en informatique théorique israélien, professeur à l'Institut Weizmann en Israël, spécialisé dans les preuves à divulgation nulle de connaissance.

## Biographie
Oded Goldreich a obtenu son PhD (doctorat) en 1983 au Technion sous la direction de Shimon  Even. Il a lui-même encadré le PhD de Boaz Barak. 
Il est marié à Dana Ron (en).

## Travaux
Outre les preuves à divulgation nulle de connaissance, il s'est intéressé notamment au test de propriété.

## Distinctions
Oded Goldreich reçoit le prix Knuth 2017 , pour ses avancées en cryptographie, théorie de l’aléa, des preuves interactives, théorie de l'inapproximabilité, en test de propriété et en théorie de la complexité.
Il est pressenti en 2021 pour recevoir le Prix Israël, le plus prestigieux des prix décernés dans le pays, ce qui provoque une controverse. Le ministre de l’Éducation, Yoav Galant, s'oppose à la remise du prix à Oded Goldreich, auquel il reproche d'avoir signé une pétition adressée Parlement allemand pour protester contre la motion désignant le mouvement BDS comme antisémite. Il est aussi reproché au professeur Goldreich des appels en faveur du boycott de l'Université d'Ariel, en raison de son implantation dans une colonie illégale au regard du droit international. La Cour Suprême israélienne s'est positionnée en faveur du ministre de l'éducation et lui a octroyé un délai supplémentaire de vérification et d'enquête. En novembre 2021 le ministre de l'éducation annonce qu'il refuse d’attribuer le prix à Oded Goldreich. En mars 2022 la Cour Suprême israélienne a statué que le prix 2021 devait être attribué à Goldreich. Ce dernier annonce qu'il fera don du montant du prix à des organisations qui luttent contre l'occupation israélienne des Territoires palestiniens, pour les droits civiques et la justice sociale.